# 马特乌什·鲁德克
马特乌什·鲁德克（波蘭語：Mateusz Rudyk，1995年7月20日—），波兰男子自行车运动员，2016年欧洲场地自行车锦标赛男子团体竞速赛金牌得主、2019年世界场地自行车锦标赛男子竞速赛铜牌得主、2019年欧洲场地自行车锦标赛男子竞速赛铜牌得主、2023年欧洲场地自行车锦标赛男子竞速赛银牌得主。